# Lutrochidae
Lutrochidae zijn een familie van insecten die behoort tot de orde der kevers (Coleoptera).